# Universidad de Liverpool John Moores
La Universidad Liverpool John Moores (en inglés: Liverpool John Moores University, LJMU) está situada en Liverpool, Reino Unido. Desde 1992, recibe este nombre en honor al empresario y filántropo de siglo XIX John Moores aunque anteriormente se llamó Liverpool Mechanics' School of Arts y Liverpool Polytechnic. No hay que confundirla con la Universidad de Liverpool o la Universidad Liverpool Hope, que son distintas instituciones que también tienen su sede en Liverpool. La universidad es miembro de University Alliance, un grupo de universidades británicas creado en 2007 y de la Asociación de universidades europeas así como de la Asociación de Universidades del Noroeste. Hoy en día estudian en esta institución más de 24 000 alumnos, 4.100 de los cuales son estudiantes de posgrado, lo que hace que sea la primera institución académica de la ciudad de Liverpool por número de estudiantes. El rector de la Universidad John Moores es Sir Brian Leveson, que relevó en 2013 en el cargo a Brian May, guitarrista de Queen.

## Historia

### Orígenes
Fundada en el año 1823 con el nombre de Liverpool Mechanics' School of Arts, esta institución ha ido creciendo a lo largo de los siglos, fusionándose con otras instituciones de enseñanza superior hasta llegar a convertirse en el Liverpool Polytchnic, que en 1992 adquirió el rango de universidad moderna bajo el nombre de "Liverpool John Moores University" (aprobado el 15 de septiembre de 1992). Actualmente lucha contra otras universidades para ser reconocida como la tercera universidad más antigua de Inglaterra, tras la Universidad de Oxford y la Universidad de Cambridge. El nombre actual se tomó en honor de Sir John Moores, el fundador de Littlewoods. Moores era partidario de crear oportunidades para todos, algo que está presente en el espíritu actual de la universidad. Esta creencia hizo que John Moores invirtiera su capital en instalaciones e infraestructuras, como el John Foster Building (sede del Liverpool Business School), diseñado por el arquitecto John Foster. Muchos de los edificios de la universidad datan de la época de fundación, es decir, las primeras décadas del siglo XIX. Se trata de edificios de estética georgiana y victoriana.

### La universidad hoy en día
A día de hoy, más de 24 000 estudiantes integran la LJMU. Esta universidad ha jugado un papel vital en el renacimiento cultural de Liverpool y en la regeneración de la ciudad. Los nuevos avances en tecnología digital y ciencias han situado a esta institución en la vanguardia en áreas como Comunicación Audiovisual, Ciencias del Deporte y Astronomía. Los progresos llevados a cabo en estas áreas le han valido el reconocimiento a través del Queen's Anniversary Prizes for Higher and Further Education en 2005 que reconoció y premió la contribución que esta institución ha hecho a la vida intelectual, económica, cultural y social del Reino Unido. Por su parte, la Facultad de Ciencias del Deporte (LJMU's School of Sport and Exercise Sciences) de la LJMU está considerada la número uno del Reino Unido en cuanto a enseñanza e investigación. 
En la actualidad, la Universidad John Moores está incrementando de manera espectacular su número de alumnos, situándose ya en el número 20 del Reino Unido en número de solicitudes de admisión (28.214 en 2007). 
El 14 de abril de 2007, Dr Brian May CBE fue elegido cuarto Rector de la Universidad John Moores de Liverpool. Reemplazó a Cherie Blair, esposa del ex primer ministro británico Tony Blair. Posteriormente, en 2013, Brian May fue reemplazado por Sir Brian Leveston, actual rector de la institución. LJMU es también miembro fundador del Northern Consortium.

## Campus
Las facultades se encuentran básicamente en tres campi:
- City Campus, en el mismo centro de la ciudad de Liverpool.
- Mount Pleasant Campus, muy cerca del centro de la ciudad y sede de la Facultad de Derecho y Empresariales (Liverpool School of Business and Law)
- I M Marsh Campus, en Aigburth, que alberga la Education, Community and Lesiure Faculty.
- Institute of the Arts, en Barcelona, España, que alberga las Artes Escénicas: Acting, Musical Theater, Dance y Modern Music

## Facultades

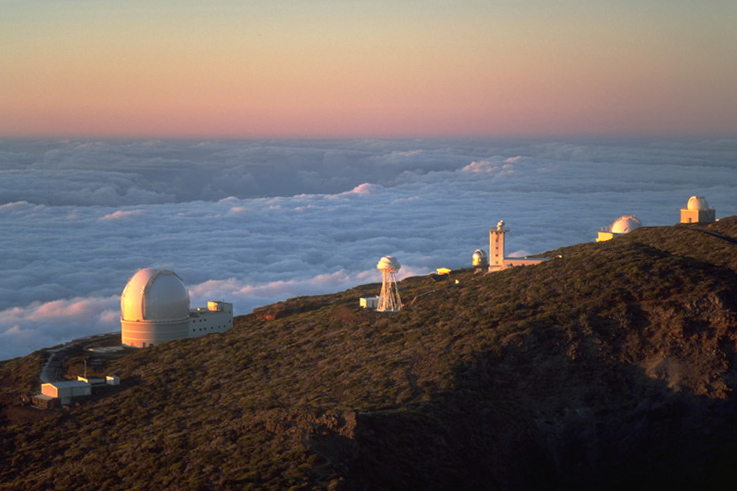
Telescopio Liverpool del Instituto de Investigación Astrofísica de la LJMU del Observatorio del Roque de los Muchachos, en La Palma

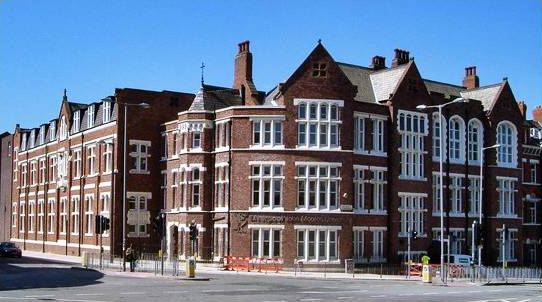
La Escuela de Negocios de Liverpool, perteneciente a la Facultad de Ciencias Empresariales y Derecho

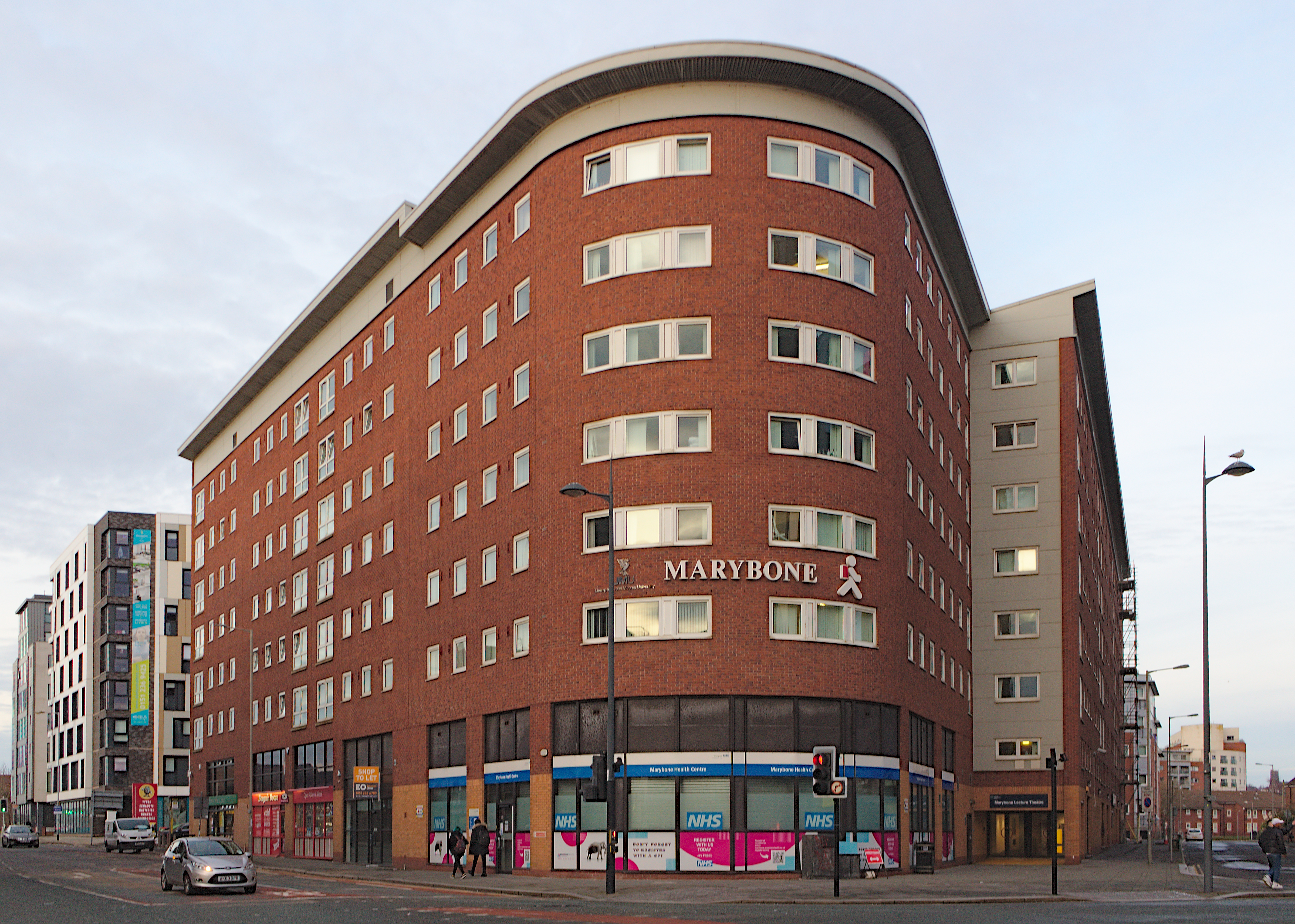
Marybone Halls of Residence

La universidad está dividida en seis facultades. La mayoría de las facultades está situada en un solo campus; sin embargo, algunos planes de estudio obligan a los estudiantes a utilizar varios campus. Las seis facultades son:
     Faculty of Business and Law

- Liverpool Business School
- School of Law
- European Centre for Corporate Governance
- Public Policy Research Institute

     Faculty of Education, Community and Leisure

- Academic Delivery
- Research and Enterprise
- Quality and Strategic Developments

     Faculty of Health and Applied Social Sciences

- Academic Delivery
- Research

     Faculty of Media, Arts and Social Science

- International Centre for Digital Content
- Liverpool School of Art and Design
- School of Media, Critical and Creative Arts
- Liverpool Screen School
- School of Social Science

     Faculty of Science

- School of Sport and Exercise Sciences
- School of Pharmacy and Biomolecular Sciences
- School of Natural Sciences and Psychology
- Astrophysics Research Institute

     Faculty of Technology and Environment

- School of the Built Environment
- School of Computing and Mathematical Sciences
- School of Engineering, Technology and Maritime Operations
- General Engineering Research Institute
- European Institute for Urban Affairs
- Lairdside Maritime Centre

## Proyectos Futuros
Se están creando y mejorando numerosas instalaciones nuevas en los tres campus: el último proyecto es el desarrollo de Byrom Street, con un presupuesto de 20 millones de libras. Una vez completado en 2009, la universidad podrá reunir todos los estudios de ciencias en un solo campus. La mitad del espacio del nuevo edificio estará dedicada a clases especializadas y laboratorios de investigación, con el sitio restante dedicado a las clases, salas de informática y zonas reservadas al personal. El nuevo edificio de la Facultad de Ciencias del Deporte refleja el prestigio y el estatus de esta facultad e incluye una pista de atletismo cubierta de 70 metros y laboratorios especializados en actividad cardiovascular, motora y biomecánica y en bioquímica y psicología. 
Otra nueva adquisición de la universidad es la Academia de Arte y Diseño (Art and Design Academy), que remplazará las antiguas instalaciones del departamento. Se sitúa en el Campus de Mount Pleasant (junto al centro de la ciudad) y ha supuesto una inversión de 21,4 millones de libras.

## Estudiantes
Los estudiantes están representados en la Liverpool Students' Union. Tienen una revista llamada Havoc y una radio que se llama Shout FM.
Recientemente la John Moores Alumni Association creó un consejo de alumnos y un grupo empresarial estudiantil . 

### Antiguos alumnos
- Mohamed Nasheed (Presidente de las Maldivas)[3]
- John Lennon (componente de Los Beatles)
- Stuart Sutcliffe
- Caroline Aherne
- Stephen Byers (MP)
- Caroline Aherne (actriz, más conocida por The Royle Family)
- Julian Cope (músico.
- Andreja Gomboc (astrofísico)
- Mark Hendrick (MP)
- George Howarth (MP)
- Neena Gill (MEP)
- Margaret Murphy (escritora)
- Martin Offiah (deportista)
- Roxanne Pallett (actriz, conocida por Emmerdale)
- Andrew Stunell (MP)
- Beth Tweddle (gimnasta)
- Andi Watson (dibujante)
- Laura Watton (dibujante)
- Matt Lloyd (atleta paralímpico)
- Ieuan Wyn Jones (político galés)
- Lord Elis-Thomas (político galés)
- Steve Parry (medallista olímpico en natación)
- James Roby (jugador de rugby)
- Chris Kavanagh (medallista en halterofília)
- Michael Rimmer (atleta de 800 m)
- Phil Selway (músico) conocido por (Radiohead)
- Juan Carlos Osorio (entrenador de fútbol)
- Tegan Summer (Actor)
- Claire Foy (Actor)
- Steven Gerrard (capitán del Liverpool Football Club)
- Brian May (Guitarrista de Queen)

## Profesores
Phil Redmond es profesor honorario de Media Studies.

### Profesores y conferenciantes invitados
Entre los profesores y conferenciantes que han disertado en la Universidad John Moores de Liverpool destacan: Dalái lama, Steven Spielberg, Willy Russell, Phil Redmond, Alastair Campbell, la Barónesa Shirley Williams de Crosby. Los últimos conferenciantes invitados han sido el senador estadounidense George J. Mitchell, Michael Heseltine CH, PC, y el directivo de las tiendas Next George Davies.

### Miembros honorarios
- Ken Dodd (Actor)
- James Dyson (Inventor)
- Steven Gerrard (futbolista)
- Paul Heathcote (Chef)[7]
- Sue Johnston (Actriz)
- Kim Cattrall (Actriz)[8]
- Delia Smith (Chef)
- Brian Harold May (Rector Honorífico, Guitarrista de Queen y astrofísico)